# Cherbourg-en-Cotentin
Cherbourg-en-Cotentin [ʃɛʁbuʁ ɑ̃ kotɑ̃tɛ̃] ist der Name einer neugebildeten Gemeinde im Norden des Départements Manche, die offiziell zum 1. Januar 2016 durch die Vereinigung von fünf Gemeinden aus der Communauté urbaine de Cherbourg entstand: Cherbourg-Octeville mit den vor 2000 selbständigen Gemeinden Cherbourg und Octeville, Équeurdreville-Hainneville, La Glacerie, Querqueville und Tourlaville. Ihr historisch gewachsenes Zentrum ist die alte Hafenstadt Cherbourg. Sie war bereits zur Zeit der Römer besiedelt und wurde in der Neuzeit beginnend mit Vauban zum französischen Kriegshafen ausgebaut.

## Geographie
Die Gemeinde liegt im Norden der Halbinsel Cotentin an der französischen Südküste des Ärmelkanals. Bestandteile der jungen Gemeinde wurden die alten Gemeinden Cherbourg (Stadt, vgl. die Karte von 1888), Octeville,  Équeurdreville, Hainneville, Querqueville, Tourlaville, La Glacerie (Village de la Verrerie) und das Hafengebiet (Rade) mit Dämmen und Inseln.

## Gliederung
| Ortsteil                                    | ehemaliger INSEE-Code | Fläche (km²) | Einwohnerzahl (2016) |
| ------------------------------------------- | --------------------- | ------------ | -------------------- |
| Cherbourg-Octeville (seit 28. Februar 2000) | 50129                 | 14,26        | 36.121               |
| Équeurdreville-Hainneville                  | 50173                 | 12,83        | 16.900               |
| La Glacerie                                 | 40203                 | 18,70        | 06.057               |
| Querqueville                                | 50416                 | 05,56        | 05.116               |
| Tourlaville                                 | 50602                 | 17,19        | 15.882               |

Die benachbarten Gemeinden sind:
| Östlich: - Bretteville - Saint-Pierre-Église - Digosville - Le Mesnil-au-Val | südlich: - Brix - Tollevast - Martinvast - Sideville | westlich: - Nouainville - La Hague mit Flottemanville-Hague, Tonneville, Sainte-Croix-Hague und Urville-Nacqueville |

Nach wie vor (2016) existiert als Verwaltungseinheit das Arrondissement Cherbourg im Departement Manche. Hauptort und zugleich Sitz einer Unterpräfektur des Gebiets ist Cherbourg-en-Cotentin. Das Arrondissement ist in 12 Kantone untergliedert.

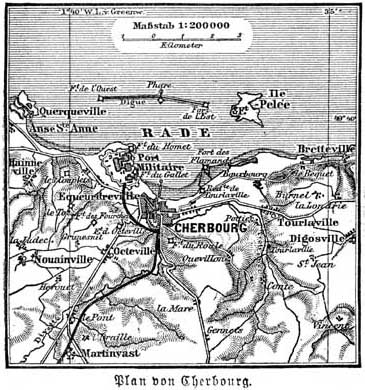
Umgebung von Cherbourg um 1888

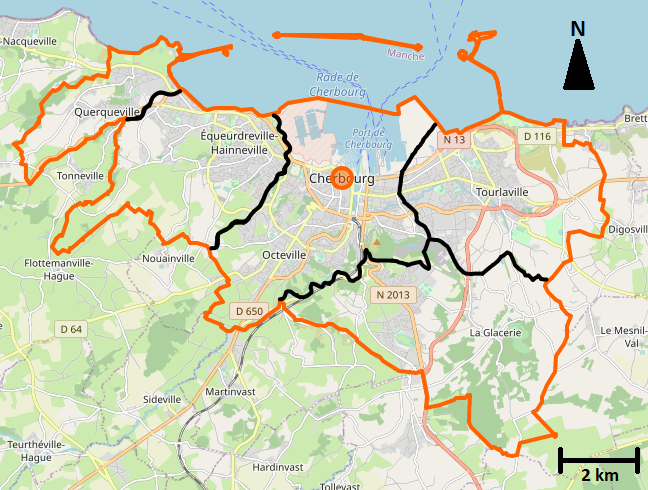
Die neue Gemeinde Cherbourg-en-Cotentin und die dazugehörigen Ortsteile

## Geschichte

### Toponymie
Der Name der Gemeinde weist deutlich auf Cherbourg hin, den Hauptort der Gemeinde. Höchstwahrscheinlich leitet sich Cherbourg vom skandinavischen kjarr „Sumpf“ und borg „Befestigung“ (vgl. Deutsch: Burg), ab. Vor der Wikingerzeit hieß Cherbourg auf Gallisch coriallum, das wahrscheinlich schon die gleiche Bedeutung hatte. Oder, so eine andere Erklärung, Cherbourg stammt aus dem angelsächsischen ker (Englisch: moor) und burgh (Englisch: town). Die Wurzel kjarr/ker ist auch anderswo in der Normandie zu finden, wie aus Villequier und Gonfreville-l’Orcher ersichtlich ist.

Zur Gemeindeverfassung der Zeit von 2000 bis 2015 siehe den 

### Geschichte von Cherbourg
Die alte Hafenstadt Cherbourg war bereits zur Zeit der Römer besiedelt und wurde in der Neuzeit beginnend mit Vauban zum französischen Kriegshafen ausgebaut.  Am 19. Juni 1940 wurde die Stadt von den Truppen der deutschen Wehrmacht eingenommen. Von 1940 bis 1943 unterhielt die Kriegsmarine ein  Marinelazarett und von 1940 bis 1942 lag hier auch eine Seenotfliegerstaffel. Im Juni 1944 tobte die Schlacht um Cherbourg mit hohen Verlusten unter der Zivilbevölkerung.

Siehe auch: Geschichte von Cherbourg

### Fusionen
Cherbourg-en-Cotentin entstand zum 1. Januar 2016 durch die Vereinigung von fünf Gemeinden aus der Communauté urbaine de Cherbourg, nämlich Cherbourg-Octeville mit den vor 2000 selbständigen Gemeinden Cherbourg und Octeville, Équeurdreville-Hainneville, La Glacerie, Querqueville und Tourlaville.

## Gemeindeverwaltung
Nach dem Zusammenschluss der fünf Gemeinden zum 1. Januar 2016 bis zu den nächsten Gemeindewahlen 2020 besteht der Gemeinderat aus 163 Vertretern:
- 39 Vertreter der alten Gemeinde Cherbourg-Octeville
- 33 Vertreter der alten Gemeinde Équeurdreville-Hainneville
- 29 Vertreter der alten Gemeinde La Glacerie
- 29 Vertreter der alten Gemeinde Querqueville
- 33 Vertreter der alten Gemeinde Tourlaville

Der Bürgermeister ist seit 3. Januar 2016 Benoît Arrivé von der PS.
Unter ihm gibt es die fünf „maires délégués“ der alten Gemeinden, die nun Dezernenten mit zugeordneten Fachgebieten für die Gesamtstadt sind, und 18 „maires-adjoints“. Das Leitungsgremium, das „bureau municipal“, hat damit zur Zeit also 24 Bürgermeister (inklusive des OB).

## Wirtschaft und Infrastruktur
Cherbourg-en-Cotentin ist Endpunkt der Eisenbahnlinie Paris–Caen–Cherbourg, die 1858 eröffnet wurde.
Der Flughafen Cherbourg-Maupertus liegt elf Kilometer östlich.
Seit Mitte Januar 2014 verkehrt vom Hafen Rade de Cherbourg nach Dublin erstmals eine Fährverbindung direkt in die irische Hauptstadt.
Im Quartier  de la Divette (Viertel La Divette) befinden sich seit 2013 zwei Wärmepumpen von 1,092 MW jeweils, die die Meereswärme aus dem Kommerzbecken des Hafens erschließen. Dadurch wird 84 % des Wärmebedarfs im Quartier de la Divette abgedeckt, der Rest (16 %) wird dank der bereits existierenden Gaskessel ergänzt. Es werden 1730 t CO2 pro Jahr vermieden.

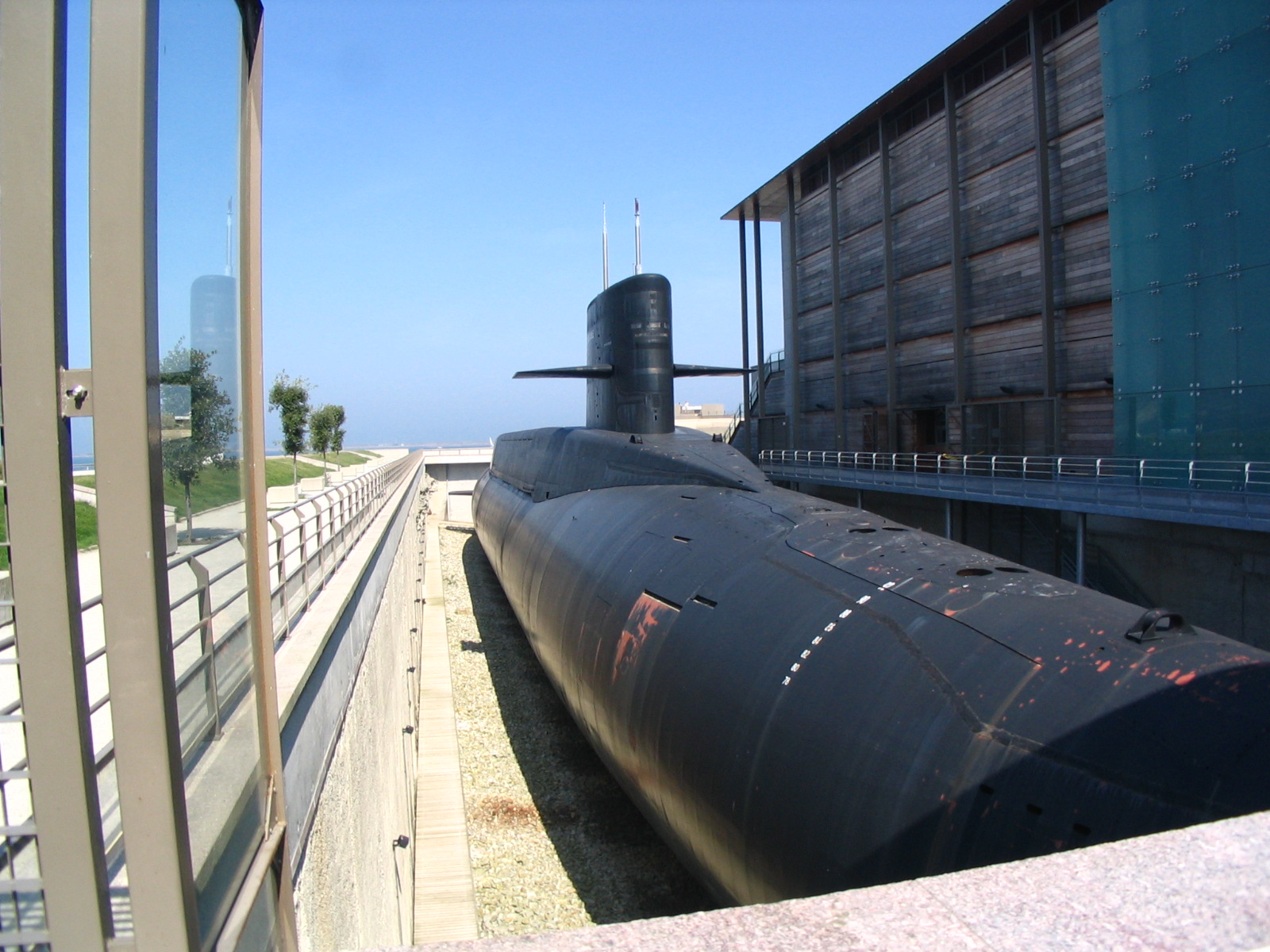
U-Boot Le Redoutable

### Verkehr
Busse: vom Département Manche betriebenen Buslinie Manéo Nr. 1 angefahren (Buslinie Saint-Lô-Carentan-Valognes-Cherbourg). Mit der Buslinie Manéo Nr. 10 kann man Barneville-Carteret erreichen, und mit der Buslinie Manéo Nr. 12 kann man Barfleur im Nordosten der Halbinsel erreichen.
Schifffahrt: Zum Hafen Cherbourg gehören mehrere Häfen, die Marinebasis, Übersee-, Handels-, Fischerei-, Fähr- und Port de Plaisance, und die jahrhundertelang größte künstliche Reede der Welt, bestehend aus innerer und äußerer Reede (Petite und Grande Rade). Der Hafen ist bedeutend als Marinebasis und Fährhafen nach Irland.
Die Hafenanlagen umfassen eine Fläche von ungefähr 1500 Hektar.

Mehr zum Hafen siehe 

## Sehenswürdigkeiten

### Museen

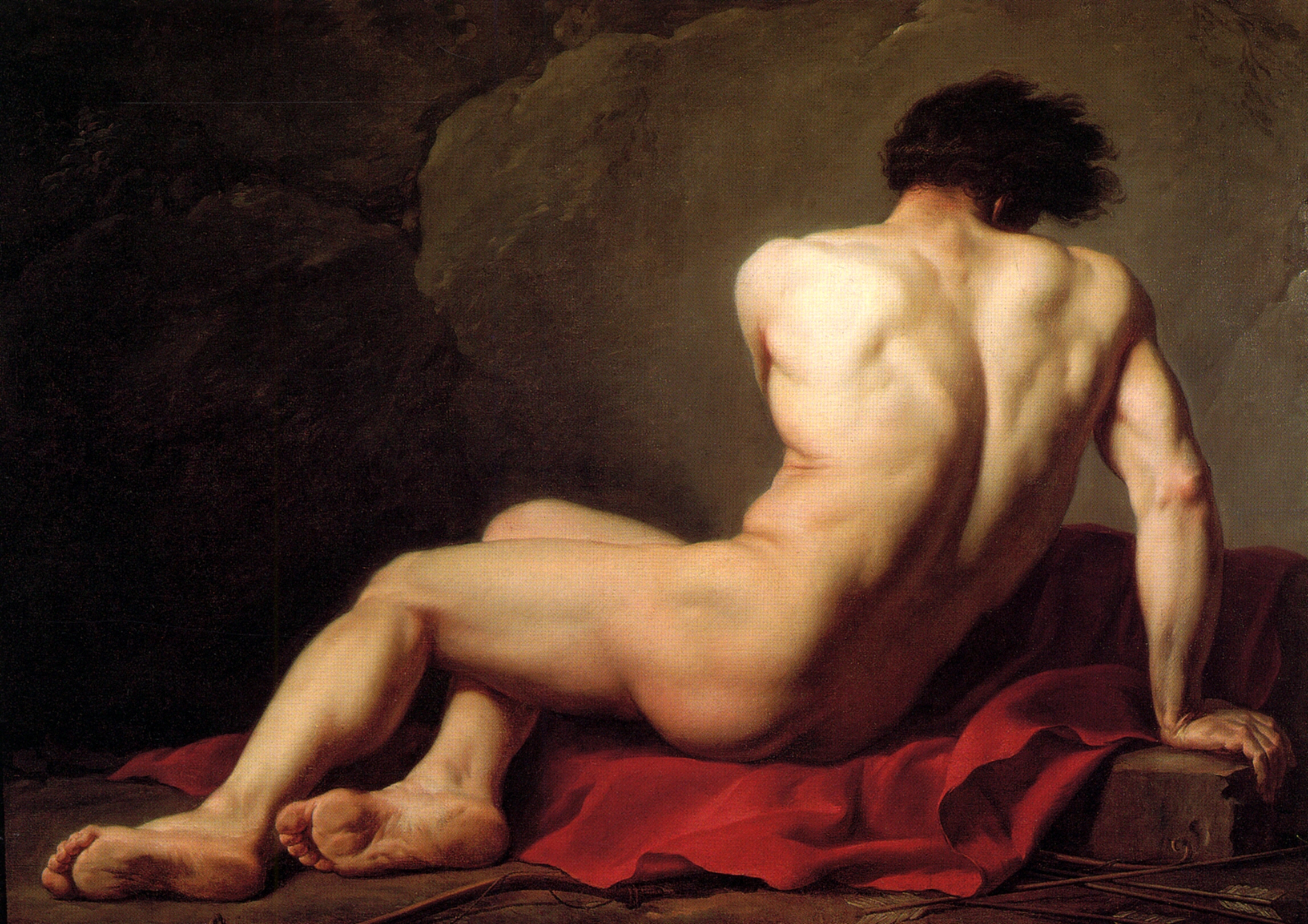
Patroclus von David (1780), Gemälde im Thomas-Henry-Museum

- Das Wohnhaus von Emmanuel Liais, einem Bürgermeister Cherbourgs, Astronom und Forscher, ist seit 1905 Museum of Natural History and Ethnography, als Museum in Cherbourg bereits 1832 gegründet. Es ist auch Sitz der Société nationale des sciences naturelles et mathématiques de Cherbourg.

- Das Musée Thomas-Henry wurde 1835 eingeweiht und zeigt eine Gemäldesammlung der Normandie mit 300 Bildern und Skulpturen (15. bis 20. Jahrhundert).

- Ein Kriegs- und Befreiungsmuseum (unter René Coty, eröffnet 6. Juni 1954) zur Besetzung und Befreiung der Region, zur Schlacht um Cherbourg (im Juni 1944) im Fort du Roule.

- Die Cité de la Mer ist ein Seewasseraquarium und Meeresmuseum – Ausstellungsstücke sind u. a. COMEX, bathyscaphe Archimède und das Atom-U-Boot Redoutable.

- Moderne Kunst wird im Point du jour gezeigt: contemporary art centre, Fotografie (November 2008).

### Festungsanlagen
- Fort du Homet
- Fort de l’île Pelée (auf der Île Pelée)
- Fort Chavagnac
- Fort de l’Est
- Fort de l’Ouest (mit Leuchtturm)
- Fort central
- Fort de Querqueville
- Fort des Flamands
- Le Fort de la Montagne du Roule, zeitweise auch deutsche Festung, heute auch Sitz des Musée de la Libération (1954 gegründet)

## Sport
Am 3. Juli 2016 war Cherbourg-en-Cotentin Ziel der zweiten Etappe der Tour de France 2016. Der Ortsteil La Glacerie war eine der fünf Gemeinden, die zum 1. Januar 2016 fusioniert hatten.

## Partnerstädte
Es bestehen Städtepartnerschaften mit:
- Allmendingen (Deutschland), seit 1981
- Bremerhaven (Deutschland), seit 1961
- Deva (Rumänien), seit 2004
- Gorom-Gorom (Burkina Faso), seit 1988
- Northeim (Deutschland), seit 1967
- Poole (Vereinigtes Königreich), seit 1977

Cherbourg-en-Cotentin unterhält dezentralisierte Zusammenarbeit mit:
- Coubalan (Senegal), seit 1995
- Sarh (Tschad), seit 2001